# Lascabanes
Lascabanes is een plaats en voormalige gemeente in het Franse departement Lot in de regio Occitanie en telt 167 inwoners (1999). De plaats maakt deel uit van het arrondissement Cahors.

## Geschiedenis
Lascabanes is op 1 januari 2018 gefuseerd met de gemeenten Saint-Cyprien en Saint-Laurent-Lolmie tot de gemeente Lendou-en-Quercy. 

## Geografie
De oppervlakte van Lascabanes bedraagt 17,4 km², de bevolkingsdichtheid is 9,6 inwoners per km².
De onderstaande kaart toont de ligging van Lascabanes met de belangrijkste infrastructuur en aangrenzende gemeenten.

## Demografie
Onderstaande figuur toont het verloop van het inwonertal.